# Liste der Monuments historiques in Saâcy-sur-Marne
Die Liste der Monuments historiques in Saâcy-sur-Marne führt die Monuments historiques in der französischen Gemeinde Saâcy-sur-Marne auf.

## Liste der Objekte
| Bezeichnung                                                          | Beschreibung | Standort                                                                   | Kennzeichnung | Schutzstatus | Datum | Bild |
| -------------------------------------------------------------------- | --- | -------------------------------------------------------------------------- | ------------- | ------------ | ----- | ---- |
| Sakristeischrank                                                     | Zweitüriger Schrank mit geformten Paneelen aus dem 18. Jahrhundert. | In der Sakristei der Kirche St-Jean-Baptiste (Lage)                        | PM77003647    | Inscrit      | 1980  |      |
| Skulptur Madonna mit Kind                                            | Steinskulptur gefertigt im 17. Jahrhundert, übermalt mit grauer Tünche. | Im Kirchenschiff am zweiten Nordpfeiler der Kirche St-Jean-Baptiste (Lage) | PM77003645    | Inscrit      | 1980  |      |
| Skulptur Trauernde Madonna                                           | Holzskulptur aus dem 16. Jahrhundert. | In der Seitenkapelle der Kirche St-Jean-Baptiste (Lage)                    | PM77003646    | Inscrit      | 1980  |      |
| Gemälde Enthauptung des Heiligen Johannes des Täufers und Bildrahmen | Ölgemälde mit der Darstellung Salome empfängt das Haupt des heiligen Johannes des Täufers aus dem 17. Jahrhundert, retuschiert.                                                  | Nördlicher Gang in der Kirche St-Jean-Baptiste (Lage)                      | PM77002953    | Inscrit      | 1978  |      |
| Skulptur Sitzende Madonna mit Kind                                   | Holzskulptur, die stark beschädigt war und umfangreich restauriert wurde. Die Entstehungszeit wird mit dem Ende des 14. Jahrhunderts und Beginn des 15. Jahrhunderts angenommen. | Altar an der Südseite in der Kirche St-Jean-Baptiste (Lage)                | PM77002954    | Inscrit      | 1978  |      |